# Niviventer culturatus
Niviventer culturatus is een knaagdier uit het geslacht Niviventer dat voorkomt op Taiwan. Deze soort verschilt van de andere Niviventer-soort op Taiwan, N. coninga, doordat de vacht zachter is. N. culturatus lijkt oppervlakkig op de Chinese soort N. confucianus, maar volgens morfometrische en genetische gegevens is het een aparte soort. Dit dier leeft in bossen en struikgebieden van 1500 tot 3600 m hoogte. De voortplanting gaat het hele jaar door. Er is weinig geografische variatie.
Niviventer andersoni · Niviventer brahma · Niviventer bukit · Niviventer cameroni · Niviventer confucianus · Niviventer coninga · Niviventer cremoriventer · Niviventer culturatus · Niviventer eha · Niviventer excelsior · Niviventer fengi · Niviventer fraternus · Niviventer gladiusmaculus · Niviventer excelsior · Niviventer gracilis† · Niviventer hinpoon · Niviventer huang · Niviventer lepturus · Niviventer lotipes · Niviventer mekongis · Niviventer niviventer · Niviventer pianmaensis · Niviventer preconfucianus† · Niviventer rapit · Niviventer sacer · Niviventer tenaster